# Dark Floors
Pour plus de détails, voir Fiche technique et Distribution.
Dark Floors est un film d'horreur islando-finlandais sorti en février 2008 et inclut tous les membres du groupe de Lordi jouant les monstres. Mr. Lordi a également conçu le logo du film. La musique de crédits de fin du film est la chanson de Lordi Beast Loose In Paradise.

## Synopsis
Inquiet pour la santé de sa fille autiste, un père voit comme seule option un enlèvement de l'hôpital par la force. Une panne d'ascenseur empêche une sortie en douceur et les emprisonne avec d'autres. Pourtant l'incident est seulement le commencement d'une descente dans le cauchemar. Alors que les portes s'ouvrent, l'hôpital semble mystérieusement abandonné. Quand des corps mutilés sont trouvés, les créatures venant d'un monde obscur commencent une attaque effrayante. Il apparaît bientôt clairement que la survie du groupe repose seulement sur la petite fille.

## Fiche technique
- Titre : Dark Floors
- Réalisation : Pete Riski
- Scénario : Pekka Lehtosaari, adapté de l'idée originale de Mr. Lordi et Pete Riski
- Photographie : Jean Noel Mustonen (directeur de photographie)
- Montage : Antti Kulmala, Joona Louhivuori, Stefan Sundlöf
- Décors : Tiina Anttila
- Musique : Ville Riippa
- Production :
  - Saara Kankaanpää (directeur de production)
  - Jukka Helle (producteur exécutif)
  - Saara Kankaanpää (producteur exécutif)
  - Júlíus Kemp (coproducteur)
  - Jukka Kujala (producteur de post-production)
  - Jussi Lepistö (producteur marketing)
  - Sirkka Rautiainen (producteur exécutif)
  - Markus Selin (producteur)
  - Ingvar Þórðarson (coproducteur)
- Distribution : Jeremy Zimmerman
- Pays d'origine :  Finlande &  Islande
- Langue : anglais
- Format : Couleurs
- Genre : Horreur
- Durée : 85 minutes
- Dates de sortie :
  -  Finlande : 6 février 2008 (première)
  -  Finlande : 8 février 2008
  -  Islande : 28 février 2008
  -  Belgique : 3 avril 2008 (Festival international des films de fantasy de Bruxelles)
  -  Finlande : 1er novembre 2008 (Festival des films d'horreur)
- Film interdit aux moins de 12 ans lors de sa sortie en salle.

## Distribution
- Tomi Putaansuu : Mr. Lordi
- Sampsa Astala : Kita
- Jussi Sydänmaa : Amen
- Samer el Nahhal : Ox
- Leena Peisa : Awa
- Skye Bennett : Sarah
- Noah Huntley : Ben
- Dominique McElligott : Emily
- Ronald Pickup : Tobias
- William Hope : Jon
- Leon Herbert : Rick
- Philip Bretherton : Walter